# فيوليت سلامة
فيوليت سلامة فنانة فلسطينية-إسرائيلية ولدت في مدينة حيفا في إسرائيل، أشتهرت باغانيها الكلاسيكية القديمة. غنت لأم  كلثوم ومحمد عبد الوهاب، وفيروز، ووردة الجزائرية وغيرهم.
انتقلت فيوليت للعيش في الولايات المتحدة الأمريكية بوقت مبكر من عمرها (16 سنة)، حيث تابعت دراستها ونالت شهادة في مراقبة الحسابات  
أنهت دراستها الثانوية هناك  ثم الآكاديمية، حيث درست مراقبة حسابات.  فيوليت متزوجة ولديها ثلاثة أبناء.